# Kombinacja norweska na Mistrzostwach Świata w Narciarstwie Klasycznym 1925
Zawody w kombinacji norweskiej na I Mistrzostwach Świata w Narciarstwie Klasycznym odbyły się 4 lutego 1925 w Jańskich Łaźniach, Czechosłowacja.
W zawodach tych wystartowali w większości Czechosłowacy. Złoty medal zdobył reprezentant gospodarzy Otakar Německý. Jego rodak, Josef Adolf, zajął drugie miejsce. Brązowy medal zdobył Szwajcar Xaver Affentranger. Sklasyfikowano 32. zawodników. 

## Wyniki

### Zawody indywidualne K40/18 km
| Pozycja | Zawodnik            | Narodowość           | Wynik  |
| ------- | ------------------- | -------------------- | ------ |
|         | Otakar Německý      | Czechosłowacja       | 35,816 |
|         | Josef Adolf         | Czechosłowacja       | 32,874 |
|         | Xaver Affentranger* | Szwajcaria           | 31,403 |
| 4       | Franz Wende*        | Czechosłowacja       | 31,236 |
| 5       | Josef Bím           | Czechosłowacja       | 30,750 |
| 6       | Johan Blomseth      | Norwegia             | 30,447 |
| 7       | Peter Radacher      | Republika Austriacka | 29,972 |
| 8       | Bruno Braun         | Czechosłowacja       | 29,666 |
| 9       | Josef Bräth         | Czechosłowacja       | 29,560 |
| 10      | Walter Wagner       | Rzesza Niemiecka     | 29,555 |
| 11      | Stefan Lauener      | Szwajcaria           | 29,025 |
| 12      | Karel Koldovský     | Czechosłowacja       | 28,847 |
| 13      | Max Kröckel         | Rzesza Niemiecka     | 28,819 |
| 14      | Heinz Hinterauer    | Republika Austriacka | 27,096 |
| 15      | Hans Eidenbenz      | Szwajcaria           | 25,791 |
| 16      | Fridtjof Paumgarten | Republika Austriacka | 25,791 |
| 17      | Fritz Klein         | Czechosłowacja       | 24,985 |
| 18      | Rudolf Burkert      | Czechosłowacja       | 23,791 |
| 19      | Heinz Ermel         | Rzesza Niemiecka     | 23,111 |
| 20      | Aladar Thern        | Czechosłowacja       | 22,916 |
| 21      | Luigi Faure         | Włochy               | 21,974 |
| 22      | Georg Mischak       | Rzesza Niemiecka     | 20,114 |
| 23      | A. Meergans         | Czechosłowacja       | 20,055 |
| 24      | Henryk Mückenbrunn  | Polska               | 19,694 |
| 25      | Johann Haller       | Czechosłowacja       | 19,096 |
| 26      | Franz Keglovitsch   | Republika Austriacka | 18,820 |
| 27      | Ernst Lauer         | Czechosłowacja       | 18,692 |
| 28      | Hans Rattay         | Republika Austriacka | 18,390 |
| 29      | Adolf Berauer       | Czechosłowacja       | 17,096 |
| 30      | Aleksander Rozmus   | Polska               | 16,124 |
| 31      | Tadeusz Zaydel      | Polska               | 15,926 |
| 32      | Jozef Petricek      | Czechosłowacja       | 10,860 |

- Ówczesne źródła podają, że brązowy medal zdobył Franz Wende z dorobkiem 31,236 punktów, natomiast Xaver Affentranger był szósty z dorobkiem 30,096 punktów[1][2]. Późniejsze źródła to Szwajcarowi przypisują brązowy medal, najczęściej bez wyniku punktowego[3][4][5] (między innymi FIS[6]); niektóre źródła podają, iż Affentranger zdobył 31,403 punktów[7].